# Haraiki
Haraiki è un piccolo atollo appartenente all'arcipelago delle Isole Tuamotu nella Polinesia francese. Si trova 42 km a sud-ovest di Marutea Nord.
L'atollo di Haraiki ha una forma approssimativamente triangolare. Misura 7 km di lunghezza con una larghezza massima di 5 km. Ci sono tre isolotti sulla sua barriera corallina con una superficie totale di circa 4 km². La sua laguna, che si estende su una superficie di 10,4 km², possiede un passaggio che la collega all'oceano a sud.
Haraiki è disabitata.

## Storia
Il primo contatto europeo avvenne con il navigatore spagnolo Domingo de Bonechea il 31 ottobre 1772 a bordo della nave Aguila. Ribattezzò l'atollo "San Quintín".